# Natnael Berhane
Natnael Teweldemedhin Berhane (Tigrinya ናትናኤል ተወልደ መድኅን ብርሃነ; * 5. Januar 1991 in Asmara) ist ein eritreischer Radrennfahrer.

## Sportliche Laufbahn
2010 gewann Natnael Berhane die Tour of Eritrea und belegte im Straßenrennen der Afrikameisterschaften Platz neun. Bei der Tour of Rwanda wurde er Zweiter der Gesamtwertung. 2011 wurde er zweifacher Afrikameister, im Straßenrennen sowie im Mannschaftszeitfahren (mit Ferekalsi Debessay, Daniel Teklehaimanot und Jani Tewelde). Im selben Jahr wurde er Dritter in der Gesamtwertung der Algerien-Rundfahrt und Zweiter der Berner Rundfahrt. 2012 holte er ein zweites Mal den Titel eines Afrika-Meisters im Straßenrennen und entschied die Algerien-Rundfahrt für sich.
2013 sowie 2015 wurde Berhane jeweils Afrikameister im Mannschaftszeitfahren sowie 2014 nationaler Meister im Einzelzeitfahren und 2015 im Straßenrennen. 2014 entschied er die Gesamtwertung der Türkei-Rundfahrt sowie 2015 die der Tropicale Amissa Bongo Ondimba in Gabun für sich. Bei den Afrikaspielen 2019 errang er mit Natnael Mebrahtom, Sirak Tesfom und Daniel Teklehaimanot die Silbermedaille im Mannschaftszeitfahren.
Zur Saison 2013 schloss sich Berhane dem Team Europcar an  Er gewann in seinem ersten Jahr  bei dieser Mannschaft die Gesamtwertung der Türkei-Rundfahrt, einem Etappenrennen hors categorie, womit ihm sein größter Karriereerfolg gelang. Er fuhr bis einschließlich 2021 für internationale Radsportteams. In dieser Zeit startete er acht Mal bei einer der Grand Tour. Seine beste Platzierung war der 59. Rang beim Giro d’Italia 2017. Nachdem sein letztes Team Cofidis seinen Vertrag nicht mehr verlängerte, wechselte er 2022 zur Vereinsmannschaft Al Shafar Jumeirah aus Dubai.

## Erfolge
2010

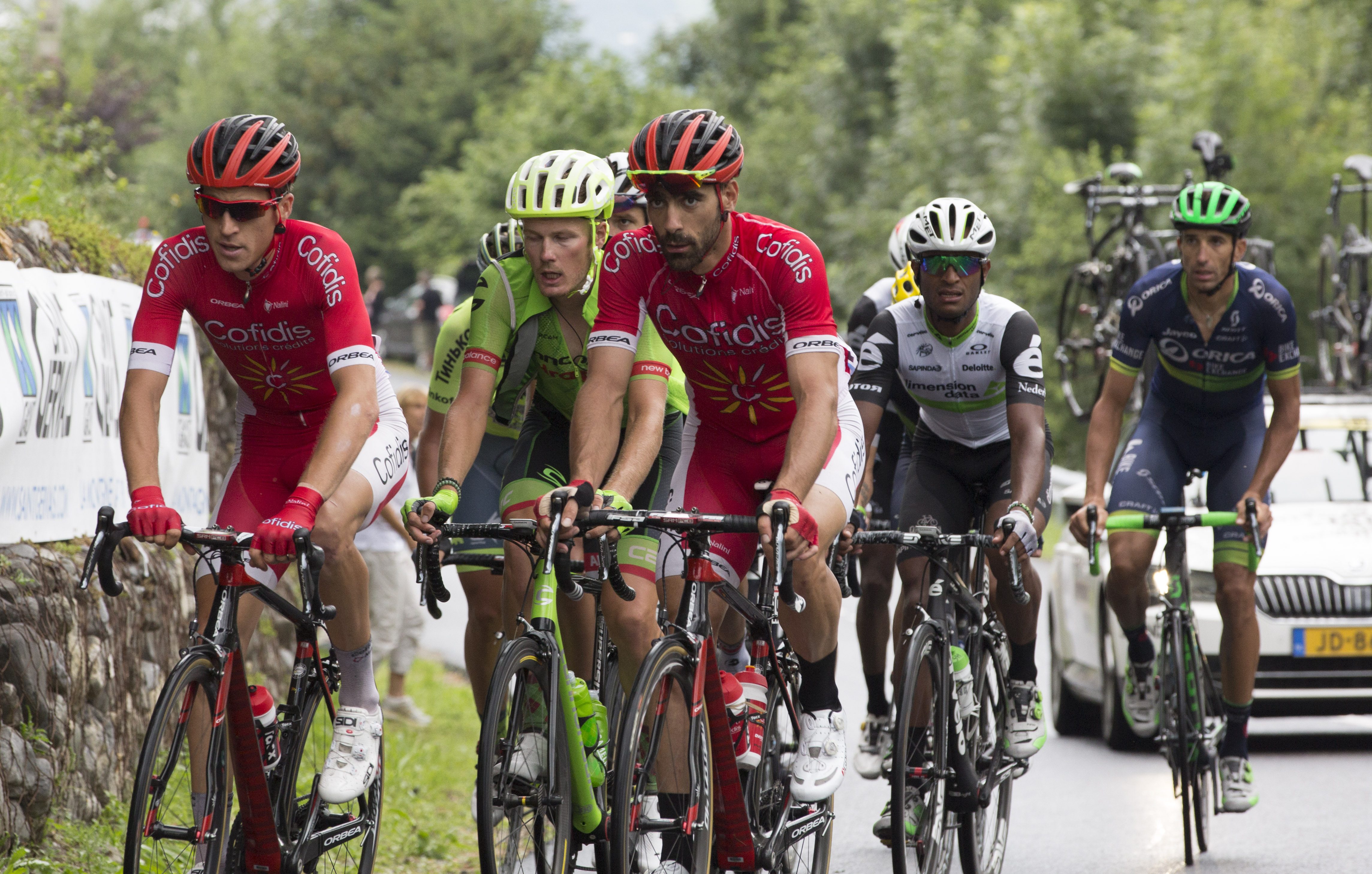
Berhane bei der Tour de France 2016 (2.v.r.)

- Gesamtwertung und eine Etappe Tour of Eritrea
- eine Etappe Tour of Rwanda
- Afrikameisterschaft – Straßenrennen (U23)

2011
- eine Etappe Tropicale Amissa Bongo Ondimba
- eine Etappe Tour d’Algérie
- Afrikameister – Mannschaftszeitfahren
- Afrikameister – Straßenrennen
- Afrikameister – Straßenrennen (U23)

2012
- Gesamtwertung und eine Etappe Tour d’Algérie
- Afrikameister – Mannschaftszeitfahren
- Afrikameister – Straßenrennen
- Afrikameister – Straßenrennen (U23)

2013
- Gesamtwertung und eine Etappe Presidential Cycling Tour of Turkey
- Afrikameister – Mannschaftszeitfahren

2014
- Gesamtwertung Tropicale Amissa Bongo Ondimba
- Eritreischer Meister – Einzelzeitfahren

2015
- Afrikameister – Mannschaftszeitfahren
- Eritreischer Meister – Straßenrennen

2019
- Eritreischer Meister – Straßenrennen
- – Afrikaspiele – Mannschaftszeitfahren

## Grand Tour-Platzierungen
| Grand Tour            | 2014 | 2015 | 2016 | 2017 | 2018 | 2019 | 2020 | 2021 | 2022 | 2023 |
| --------------------- | ---- | ---- | ---- | ---- | ---- | ---- | ---- | ---- | ---- | ---- |
| Giro d’ItaliaGiro     | –    | –    | –    | 59   | 83   | –    | –    | DNF  | –    | –    |
| Tour de FranceTour    | –    | –    | 125  | –    | –    | 86   | –    | –    | –    | …    |
| Vuelta a EspañaVuelta | 148  | 79   | –    | –    | –    | –    | DNF  | –    | –    | …    |